# Tomislav Dujmović
Tomislav Dujmović (Zagreb, 26. veljače 1981.) hrvatski je bivši nogometaš i reprezentativac.
Godine 2008. osvojio je 4. mjesto u prvenstvu Rusije, a od 2009. do 2012. godine nastupao je za hrvatsku A-reprezentaciju.